# Agay (Saint-Raphaël)

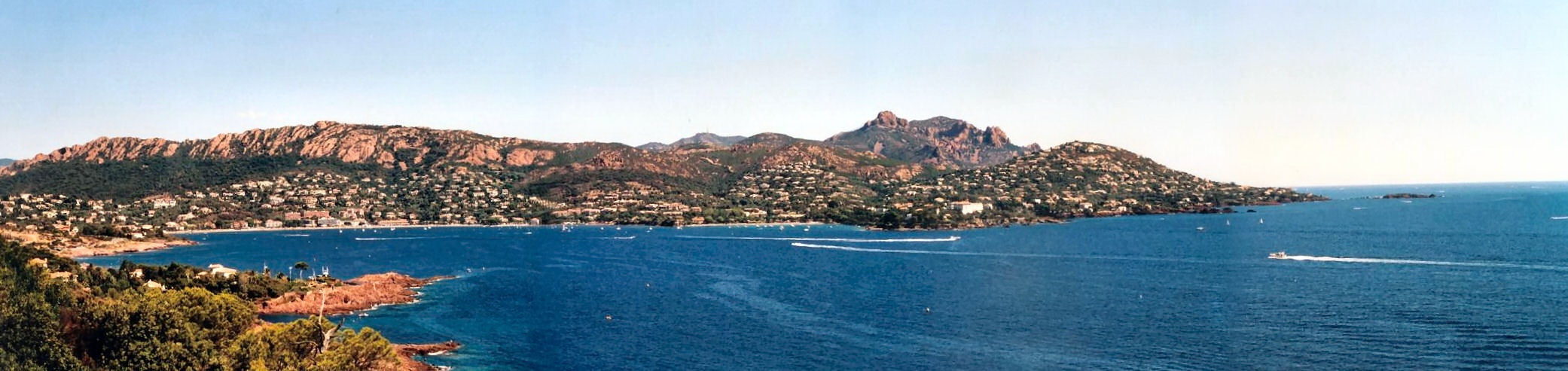
Bucht von Agay

Agay ist ein Stadtteil von Saint-Raphaël im Südosten Frankreichs im Département Var in der Region Provence-Alpes-Côte d’Azur. Agay liegt direkt an der Küste der Côte d’Azur.

## Lage
Nach Saint-Raphaël sind es neun Kilometer in westlicher Richtung und Cannes liegt etwa 35 Kilometer östlich. Aufgrund seiner Lage zum Mittelmeer ist es ein beliebtes Touristenziel, wird aber, im Vergleich mit Saint-Tropez und Nizza, die in unmittelbarer Nähe liegen, weniger besucht.

## Geschichte

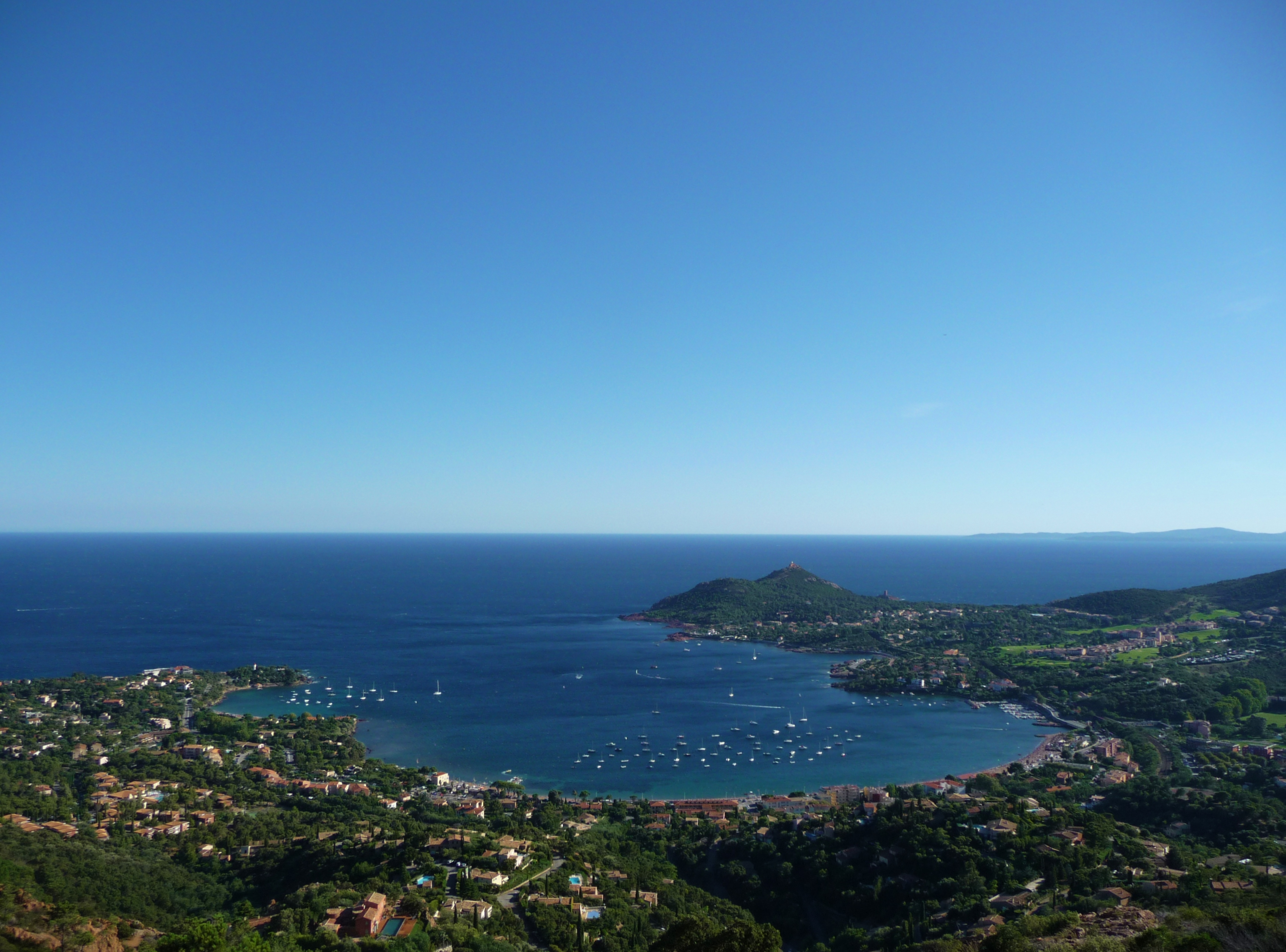
Blick vom Rastel über Agay

Die Wurzeln Agays sollen bis auf einen Hafen der Oxybinier, einem keltisch-ligurischen Stamm zurückreichen. Den Griechen von Massilia bot der Agathon genannte Hafen Schutz und Handelsmöglichkeiten. Um 57 v. Chr. gründeten dann die Römer eine Hafenanlage (Portus Agathonis). Im 10. Jahrhundert schenkte der Graf der Provence, Wilhelm der Befreier, Agay an den Bischof Riculphe von Fréjus. 1235 kommt dann das aufgrund der zahlreichen Sarazenenüberfälle nicht länger bewohnte Agay an Raymond Beranger IV.
Unter Kardinal Richelieu wurde der ab dieser Zeit Agay genannte Ort mit Befestigungsanlagen ausgestattet, davon zwei Türme. Einer an der Baumette der Position des heutigen Leuchtturms und der andere bei Le Dramont. Nach der Revolution wurden die in der dortigen Burg stationierten Besatzungen abgezogen und Agay wurde nach Saint-Raphaël eingemeindet. Im Zweiten Weltkrieg zerstörten die Deutschen die Burg und verbrannten die Landschaft um das Estérel. Dabei wurde das Viadukt von Anthéor ins Visier genommen sowie die meisten Häuser und die Kapelle zerstört.

## Sehenswertes
- Brunnen des kleinen Prinzen (Antoine de Saint-Exupéry heiratete 1931 kirchlich in Agay) an der Ostseite des Strandes am Parkplatz des Centre Commercial.
- Leuchtturm Baumette mit der Stele.
- Renovierte alte und noch bewohnte Postgebäude.
- Place du Togo, Treffpunkt der Boulespieler und Ort für Veranstaltungen.
- Île d’Or, die den Zeichner Hergé zu seiner schwarzen Insel animierte.